# Capo Verde ai Giochi della XXXI Olimpiade
Capo Verde ha partecipato ai Giochi della XXXI Olimpiade, che si sono svolti a Rio de Janeiro, Brasile, dal 5 al 21 agosto 2016.
Per Capo Verde è stata la sesta partecipazione consecutiva ai giochi estivi.
A questa edizione hanno preso parte cinque atleti capoverdiani (tre donne e due uomini): si tratta della delegazione più numerosa nella storia degli isolani ai giochi. Portabandiera alla cerimonia di apertura è stata la taekwondoka Maria Andrade.
Come nelle precedenti partecipazioni, non sono state conquistate medaglie; le prestazioni più significative sono arrivate dall'atletica dove Jordin Andrade ha raggiunto la semifinale dei 400 metri ostacoli e Lidiane Lopes ha stabilito il record nazionale nei 100 metri piani.

## Risultati

### Atletica leggera
Maschile
Eventi su pista e strada
| Atleta         | Evento         | Batteria  | Batteria  | Quarti di finale | Quarti di finale | Semifinale | Semifinale | Finale          | Finale          |
| Atleta         | Evento         | Risultato | Posizione | Risultato        | Posizione        | Risultato  | Posizione  | Risultato       | Posizione       |
| -------------- | -------------- | --------- | --------- | ---------------- | ---------------- | ---------- | ---------- | --------------- | --------------- |
| Jordin Andrade | 400 m ostacoli | 49.35     | 4 q       | N.D.             | N.D.             | 49.32      | 6          | non qualificato | non qualificato |

Femminile
Eventi su pista e strada
| Atleta        | Evento      | Batteria  | Batteria  | Quarti di finale | Quarti di finale | Semifinale      | Semifinale      | Finale          | Finale          |
| Atleta        | Evento      | Risultato | Posizione | Risultato        | Posizione        | Risultato       | Posizione       | Risultato       | Posizione       |
| ------------- | ----------- | --------- | --------- | ---------------- | ---------------- | --------------- | --------------- | --------------- | --------------- |
| Lidiane Lopes | 100 m piani | 12.38 NR  | 4         | non qualificata  | non qualificata  | non qualificata | non qualificata | non qualificata | non qualificata |

### Ginnastica

#### Ginnastica ritmica
Femminile
| Athlete     | Event                | Qualification | Qualification | Qualification | Qualification | Qualification | Qualification | Final           | Final           | Final           | Final           | Final           | Final           |
| Athlete     | Event                | Cerchio       | Palla         | Clavi         | Nastro        | Totale        | Classifica    | Cerchio         | Palla           | Clavi           | Nastro          | Totale          | Classifica      |
| ----------- | -------------------- | ------------- | ------------- | ------------- | ------------- | ------------- | ------------- | --------------- | --------------- | --------------- | --------------- | --------------- | --------------- |
| Elyane Boal | Concorso individuale | 9.833         | 10.033        | 9.991         | 8.783         | 38.640        | 26            | non qualificata | non qualificata | non qualificata | non qualificata | non qualificata | non qualificata |

### Pugilato
Maschile
| Atleta                     | Evento                     | Trentaduesimi        | Sedicesimi            | Ottavi di finale     | Quarti di finale     | Semifinali           | Finale               | Pos. |
| Atleta                     | Evento                     | Avversario Risultato | Avversario Risultato  | Avversario Risultato | Avversario Risultato | Avversario Risultato | Avversario Risultato | Pos. |
| -------------------------- | -------------------------- | -------------------- | --------------------- | -------------------- | -------------------- | -------------------- | -------------------- | ---- |
| Davilson Dos Santos Morais | Pesi supermassimi (+91 kg) | Bye                  | J. Joyce (GBR) P (KO) | non qualificato      | non qualificato      | non qualificato      | non qualificato      | 9    |

### Taekwondo
Femminile
| Atleta        | Evento | Ottavi                   | Quarti               | Semifinale           | Ripescaggio Turno 1  | Ripescaggio Turno 2  | Finale               | Classifica |
| Atleta        | Evento | Avversario Risultato     | Avversario Risultato | Avversario Risultato | Avversario Risultato | Avversario Risultato | Avversario Risultato | Classifica |
| ------------- | ------ | ------------------------ | -------------------- | -------------------- | -------------------- | -------------------- | -------------------- | ---------- |
| Maria Andrade | −49 kg | P. Wongpattanakit P 6–18 | non qualificata      | non qualificata      | non qualificata      | non qualificata      | non qualificata      | 11         |